# Kaya (歌手)
Kaya（かや、7月17日 - ）は、日本のヴィジュアル系シンガー、シャンソン歌手、作詞家、音楽プロデューサー。
Kayaがボーカリストを務めるヴィジュアル系バンドFemme Fatale（ファム・ファタール）についても本項にて扱う。

## 人物・来歴
徳島県鳴門市出身。「Kaya」の由来は、本名をもじったもの。
当初「姫」と名乗って活動していたが、Manaに改名を促され、Schwarz Stein結成より改名。姉が2人、弟が1人いる。ライブMCやオフィシャルブログなどによると「恋人はたくさんいる」らしく、「恋をしないと歌詞が書けない」と語っている。好きな食べ物は「上品なお味の甘いもの」。血液型はA型、動物占いはペガサス。
実姉はアニメソング歌手ののみこであり、2008年よりKaya主宰の芸能事務所であるトロイメライに所属（2010年に離籍）。トロイメライから発売された『ミラクル☆ハニー』の作詞とプロデュースをKayaが担当した。実弟は溺れたエビでドラムおよびパーカッションを担当。
3歳の時、地元の奉納祭カラオケ大会にて「釜山港へ帰れ」を歌い、歌手になると決意。14歳より本格的にピアノを習い、作詞を始めた。
1997年より本格的にバンド活動を開始。2002年、元MALICE MIZER（現Moi dix Mois）のManaのプロデュースにより、ユニット『Schwarz Stein（シュヴァルツ・シュタイン）』のボーカルとして活動を開始した。Schwarz Steinではボーカルと作詞を担当していた。単独公演、音楽専門誌の企画イベントへの出演、全国ツアーの開催などの活動を行い、2004年にSchwarz Steinを解体（解散）した。同時に、それまで所属していたプロダクションであるミディネットとの契約期間が満了し、同社を離籍した。
2006年、ソロシンガーとして活動を再開した。ソロでの活動当初は特定の事務所に在籍せず、マネジメントおよび企画ならびに制作など諸々の活動はすべて本人と少数のスタッフの手により行ってきた。2007年末に自らの芸能事務所であるトロイメライ株式会社を立ち上げ、2008年初春にネクストミュージック（後にネクスト・メディア・コミュニケーションズに改称）と契約した。同年4月23日に、同社よりシングル『ショコラ』を発売した。2009年以降は、自社レーベルであるトロイメライから新譜をリリースしている（流通はスペースシャワーネットワーク）。
2008年9月10日に、母校である徳島県立鳴門高等学校文化祭にゲストとして出演。同年11月にアメリカ・ロサンゼルスにて開催されたパシフィック・メディア・エキスポにメイン・ゲストとして出演し初の海外公演を果たし、2009年11月にはワシントンD.C.で行われたアニメUSA、2010年5月ロシア・モスクワ、10月フランス・パリで行われたTOKYOデカダンスのメイン・ゲストとして招聘された。2011年7月には初の南米ツアー（ブラジル・アルゼンチン・チリ・ペルー・メキシコ）も敢行された。2008年から毎年海外公演を行っている（2017年11月現在）。2014年3月、解体から10年を期にSchwarz Stein活動再開。同年5月2日にヴィジュアル系バンドFemme Fataleを結成（2016年1月に解散）。
2016年3月から10月までVersaillesのボーカルKAMIJOが主宰するシャトゥー・エージェンシーに在籍、11月からトロイメライに籍を戻して活動。現在はソロライブを中心に、Schwarz Stein、シャンソンライブも年に数回、平行して行っている。

## ライブ
初期のライブではバックダンサーやドラァグクイーンなど様々なパフォーマーが出演し楽曲に合わせた振付がなされていたが、2010年発売のシングル「Awilda」ツアー以降のワンマンライブではライブそのものに作品のモチーフに基づいたテーマが示され、それに基づくストーリーが演出されつつライブが進行する形となった。
Kayaは自らのライブに出演するメンバーのことをKaya Projectメンバー、また自らのファンのことをAddict（アディクト）と呼んでおり、後者はオフィシャルファンクラブの名称にも使用されている。

## シャンソン
2006年末より、シャンソンや歌謡曲のカバー公演を開始、2008年より本格的にシャンソン歌手としても活動を開始した。同年11月にはシャンソニエの老舗である青い部屋 に戸川昌子とともに出演した。2009年初のシャンソンアルバムである「ボンジュール！シャンソン」を発売した。同年「新春シャンソンショウ」に参加。2012年からは歌手としてだけではなく、プロデューサーとしても同イベントに参加している。2013年故郷である徳島にてクミコ、梅垣義明、ソワレらを招き、「徳島シャンソンショウ2013」を開催。2010年12月よりSARAVAH東京でシャンソンライブ「CafeNOIR」を毎月開催している。また、シャンソンを歌う際は名前を「かや」と平仮名で表記していた時期もあった。

## ディスコグラフィ

### シングル
- Kaleidoscope（2006年6月28日発売、TK-1、1,000枚限定発売）- 2006.7.10付オリコンINDIESチャート15位
- Masquerade（2006年9月6日発売、TK-2）- 2006.9.18付オリコンINDIESチャート13位
- 桜花繚乱（2007年4月4日発売、TK-4）- 2007.4.16付オリコンINDIESチャート16位
- Carmilla（2007年10月31日発売、TK-6）- 2007.11.12付オリコンチャート143位（INDIESチャート5位）
- ショコラ（2008年4月23日発売、POCE-3305）- オリコン週間チャート82位
- Last Snow（2008年12月24日発売、POCE-9303） - オリコン週間チャート157位
- Ophelia（2009年7月22日発売、PSCR-6234）- オリコン週間チャート158位
- Kaya Remix vol.1 K（2009年12月27日発売、TK-08）- ライブ会場限定発売
- Awilda（2010年7月28日発売、DDCZ-1697）- 2010.8.9付オリコン週間チャート111位（INDIESチャート4位）
- マダムローザの娼館-麝香-（2010年12月22日発売、TK-09）- 1,000枚限定発売
- マダムローザの娼館-媚薬-（2010年12月22日発売、TK-10）- 1,000枚限定発売
- Vampire Requiem（2012年1月25日発売、DQC-829）オリコン週間チャート127位（INDIESチャート6位）
- SALOME（2012年6月20日発売、DDCZ-1801）- オリコン週間チャート195位
- Nocturne（2012年12月12日発売、DDCZ-1846）
- TABOO（2013年7月31日発売、DDCZ-1882）- オリコン週間チャート161位
- Perfana（2016年10月19日発売、SASCD-071、SASCD-072）- オリコン週間チャート102位
- 夢路（2017年3月8日発売、TK-16、TK-17）
- FABULOUS（2018年4月1日発売）
- Monday Monday（2018年7月18日発売）
- 般若（2020年8月26日発売）

### ミニアルバム
- 百鬼夜行（2007年7月11日発売、TK-5）
- ボンジュール！シャンソン（2009年2月18日発売、POCE-3318）

### アルバム
- GLITTER（2006年12月27日発売、TK-3）完売
- GLITTER（2008年7月16日発売、POCE-9301、POCE-3308）完売
- QUEEN（2011年4月20日発売、DDCZ-1748、DDCZ-1749）- 2011.5.2付オリコン週間チャート126位（INDIESチャート8位）
- GLITTER（2012年12月12日発売、DQC-9020）再発
- GOTHIC（2013年12月4日発売、DDCZ-1920、DDCZ-1921）- オリコン週間チャート181位
- DRESS（2019年6月23日発売、TK-22）

### DVD
- サロン・ド・ショコラ（2008年8月20日発売、POBE-3300）- 2008年8月20日付オリコンデイリーチャート10位
- 薔薇の葬列 -Vampire Requiem-（2012年10月10日発売、DQB-42）
- Nocturne -蠢く微笑-（2013年7月31日発売、DQV-49）
- Gothic Elements（2014年4月23日発売、DQB-57）
- Gothic Elements〜After Live Party〜（2014年8月20日発売、TK-13）
- Kaya Music Clip Selection（2015年4月17日発売、TK-14）
- The Birth of DIVA（2016年12月16日発売、TK-15）

### 参加作品
- CRUSH!3 -90's V-Rock best hit cover LOVE songs-（2012年6月27日発売、UPCH-20278）- Laputa「揺れながら…」をカヴァー
- V-ANIME ROCKS evolution（2013年10月2日発売、TKCA-73994）- サクラ大戦の主題歌「檄!帝国華撃団」をカヴァー
- V-ANIME collaboration -homme-（2014年3月26日発売、TKCA-74051）- 幽☆遊☆白書の主題歌「太陽がまた輝くとき」をカヴァー
- V-ANIME collaboration -femme-（2014年5月14日発売、TKCA-74059）- 美少女戦士セーラームーンの主題歌「ムーンライト伝説」をカヴァー
- シャンソワレ　chansoiree（2019年2月17日発売、COCP-40733）- シャンソンの名曲「歌いつづけて」をカヴァー

## 出演番組

### テレビ番組
- バナナ♪ゼロミュージック（NHK、2016年6月～　新感覚音楽クイズに出演） - 出題者・解答者

### ラジオ番組
- Kyu-u倶楽部～Kayaとyu-uのゆかいな小部屋 （FM徳島・FM長崎、2009年1月〜3月） - パーソナリティ
- A-voice（FM徳島、2017年10月～　毎月第2木曜日） - パーソナリティ
- 耽美通信（インターネットラジオ、2006年〜2012年）

## Femme Fatale
ヴィジュアル系バンド。2014年5月2日に始動、2016年1月15日渋谷WWWでのライブにて解散した。2020年5月28日にkayaの「Kaya三日間連続動画アップ！」企画で、元メンバーとともに「JUDGEMENT-the die has been cast- Special remote live」をYouTubeで配信した。2024年5月4日に渋谷WWWにてLIVE「Femme Fatale ONE-MAN『the Fatal Day』」が行われることが発表される。Xのkaya Informationにて、2025年5月2日に渋谷WWWにてLIVEが行われることが発表される。
- Kaya（Vocal）
- TaNa（Guitar）
- 源 依織（Guitar）- サポートを経て2014年5月25日に加入
- Toshi（Base）- サポートを経て2014年5月25日に加入
- Chargeeeeee...（Dr.）[4]- 2014年10月21日（名古屋HOLIDAY）をもって脱退[5]
- FUMIYA (Dr.) -10年のサポートを経て2025年3月18にXにて正規メンバーとしてのアー写撮影の投稿をしている

### シングル（Femme Fatale）
- FREYA
- Voyage
- POWDER [CD+Photo Book]

### ミニアルバム（Femme Fatale）
- GLADSHEIM -NOIR-
- GLADSHEIM -BLANCHE-

### アルバム（Femme Fatale）
- ARCANA
- CARPE DIEM （ベストアルバム、ライブ会場及び通販（国内及び海外[はじめは海外のみ]）限定、新曲Corpse Brideを含む17曲）

### DVD（Femme Fatale）
- ARCANA -the die has been cast- LIVE [DVD]